# Фариньес, Вилькер
Ви́лькер Фари́ньес Ара́й (исп. Wuilker Faríñez Aray; 15 февраля 1998, Каракас, Венесуэла) — венесуэльский футболист, вратарь клуба «Каракас», игрок сборной Венесуэлы.

## Клубная карьера

### Начало карьеры
Фариньес начал играть в футбол в школе «Нуэва Эспарта и Фэмили». Он получил свой первый футбольный мяч в 7 лет в подарок от отца. Фариньес стал играть на позиции вратаря, при этом иногда играя на позиции нападающего. Скауты клуба «Каракас» заметили талант вратаря, и 22 сентября 2011 года он перешёл в «Каракас» U-14. За этот клуб он сыграл в нескольких международных турнирах в Испании, Бразилии и Венесуэле, несколько раз надев капитанскую повязку, которая показала отношение команды к вратарю. Также вратарь в лагере Harina PAN приезжал в Мадрид, сыграв товарищеский матч с академией «Реала».

### «Каракас»
12 июня 2013 объявила о переводе вратаря «Каракаса» из отдела U-14 в первую команду. После этого игрок решил сосредоточиться на позиции вратаря, оставив позицию нападающего. Его дебют в старшей команде состоялся 1 октября 2014 на стадионе Альфредо Симонпьетри в матче против «Аррокерос» из Второго дивизиона Венесуэлы во втором раунде Кубка Венесуэлы 2014. Его команда сыграла вничью 2:2, но в ответном матче в Каракасе проиграла 2:3 и сенсационно покинула турнир.
После вызова в сборную Венесуэлы на Кубок Америки 2015 Вилькер дебютировал в чемпионате Венесуэлы в стартовом составе в первом туре в матче с «Туканес де Аиазонас», благодаря травме основного вратаря Алайна Барохи.
После того, как был подтверждён отъезд Барохи в Грецию, Фариньес стал основным вратарём команды. Его дебют в новом статусе прошёл на домашнем Олимпийском стадионе 19 июля 2015 года в матче с «Депортиво Лара» (2:2); Вилькер нарушил правила в своей штрафной площади, за что был наказан пенальти и жёлтой карточкой. Через три дня после этого в матче против «Саморы» молодой вратарь совершил несколько сейвов, что помогло его команде выиграть 2:0. После этого матча вратарь провёл сухую серию из шести матчей подряд. На переходном турнире он побил клубный рекорд вратаря Хавьера Тойо по сухой серии, продлившейся 689 минут.
29 февраля 2016 года дебютировал в международных турнирах на первом этапе Кубка Либертадорес 2016 года на стадионе Томас Адольфо Дуко против клуба «Уракан» (1:0). Его команда выбыла по результатам двух матчей после гола на последней минуте.
В следующем сезоне Фариньес остался игроком стартового состава. Он сыграл 18 из 23 возможных игр, включая финальную фазу, и пропустил только два полуфинальных матча против «Саморы» из-за игр за сборную.
В начале сезона 2017 года сохранил статус основного вратаря, однако пропустил месяц из-за участия на чемпионате мира среди молодёжных команд. Он вернулся в «Каракас» к ответному полуфинальному матчу финальной части Апертуры, в котором помог команде выйти в финал, отразив в серии пенальти удар Франсиско Ла Мантии. В финале команда не сумела завоевать титул из-за правила гола на выезде.

### «Мильонариос»
12 сентября 2017 года было подтверждено предварительное соглашение о переходе Фариньеса в колумбийский «Мильонариос». Игрок присоединился к команде с января 2018 года после покупки 75 % имущественных прав. Впоследствии, 12 октября «Каракас» и «Мильонариос» заключили соглашение о переходе Фариньеса, которое вступило в силу 1 января 2018 года. 31 января дебютировал в Суперлиги Колумбии в качестве основного вратаря в безголевом матче против «Атлетико Насьональ».
7 февраля 2018 года он стал чемпионом Суперлиги Колумбии 2018 года, отыграв весь ответный матч против «Атлетико Насьональ». Он стал важным игроком клуба в первой половине 2018 года, проявив себя в матчах Кубка Либертадорес 2018 в матче против «Индепендьенте» и исторической выездной победе в Бразилии в матче против «Коринтианса».

### «Ланс»
24 июня 2020 года перешёл на правах аренды за «Ланс» из чемпионата Франции. 23 декабря 2020 года в матче против «Бреста» он дебютировал за новый клуб, выйдя на замену из-за травмы основного вратаря. 10 февраля 2021 года впервые вышел в качестве игрока стартового состава в матче кубка Франции против «Нанта». 1 мая 2021 года дебютировал в стартовом составе в матче чемпионата Франции против «Пари Сен-Жермен». 24 мая «Ланс» объявляет, что воспользовался правом выкупа футболиста, подписав с ним контракт до 2024 года.

## Карьера в сборной

### Сборная Венесуэлы до 17 лет
В 2015 году он был вызван на Чемпионат Южной Америки среди юношеских команд, состоявшийся в Парагвае. Он сыграл во всех играх турнира, но его команда не прошла в следующий раунд, уступив по разнице мячей и заняв четвёртое место в группе из пяти.

### Сборная Венесуэлы до 20 лет
В 2017 году Фариньес принял участие в чемпионате мира до 20 лет 2017. В матче второго тура группового этапа против Вануату забил гол с пенальти, став, таким образом, первым в истории молодёжных чемпионатов мира вратарём, забившим гол. Вместе со своей сборной Фариньес занял второе место, проиграв в финале Англии со счетом 0:1.

### Сборная Венесуэлы
12 мая 2015 тренер национальной сборной Ноэль Санвисенте огласил предварительную заявку на Кубок Америки 2015, в которую вошёл Вилькер Фариньес, а также такие вратари, как Дани Эрнандес и Алайн Бароха, одноклубник Вилькера. Тренер объяснил неожиданный вызов игрока работой на перспективу. На турнире Фариньес наблюдал за всеми играми со скамейки запасных, а его команда выбыла на групповом этапе с 3 очками.
20 мая 2016 года он дебютировал за Венесуэлу в неофициальном товарищеском матче против Галисии. Через пять дней провёл первый официальный матч за сборную Венесуэлы в товарищеском матче против Панамы.
Позже Вилькер дебютировал в отборочном турнире чемпионата мира по футболу 2018 года в возрасте 19 лет, проведя 2 матча в марте 2017 года против Перу (2:2) и Чили (1:3). Во втором матче венесуэлец отразил пенальти в исполнении Алексиса Санчеса, став самым молодым вратарём, остановившим пенальти в составе сборной. Впоследствии он сыграл ещё в 4 матчах отборочного турнира против Колумбии (0:0), Аргентины (1:1), Уругвая (0:0) и Парагвая (1:0) соответственно.
В 2019 году Фариньес впервые приехал на Кубок Америки в качестве основного вратаря. Он сыграл важную роль в выходе Венесуэлы в четвертьфинал со второго места в группе после ключевых сейвов в безголевых матчах против Перу и Бразилии. Однако в четвертьфинале сборная проиграла Аргентине со счётом 2:0, а Фариньес отметился результативной ошибкой.